# Time Soldiers
Time Soldiers, conocido en Japón como Battle Field (バトル フィールド), es un videojuego run and gun de 1987 desarrollado por Alpha Denshi para los arcades y distribuido por SNK. Fue distribuido en Norteamérica por Romstar. También se produjo una versión para Master System, al igual que versiones tituladas Time Soldier para Amiga, Commodore 64 y Atari ST.

## Jugabilidad
Time Soldiers puede ser jugado por una persona o dos simultáneamente. Los jugadores moverán a su personaje con una palanca rotativa de ocho direcciones, y le dispararán a los enemigos en un fondo desplazable. La palanca rotativa permite a los jugadores caminar en una de las ocho direcciones y disparar en cualquiera de las doce direcciones. Estos controles se asemejan a aquellos del juego Ikari Warriors (1986) desarrollado por SNK, que le permitía al jugador caminar y rotar en ocho direcciones.
La trama sigue a los protagonistas que viajan por el tiempo para rescatar a sus camaradas del malvado Gylend. Cada uno de los cinco niveles está ambientado en un periodo de tiempo diferente. La edad primitiva, la edad de Roma, las guerras mundiales, la edad de la guerra y el mundo futurista. Los jugadores deberán viajar entre los periodos con ayuda de un dispositivo llamado «D-Scanner». Antes de cada nivel, el jugador verá el nombre de uno de sus camaradas y el periodo en el cual se encuentra cautivo. Luego, el jugador podrá entrar a uno de los periodos de tiempo. Si ese periodo no es aquel en el que se encuentra el soldado cautivo, el jugador deberá enfrentarse a un subjefe del nivel antes de volver al portal del tiempo, repitiendo el proceso hasta que llegue al periodo de tiempo correcto. Cuando esto ocurra, luchará hasta llegar al final del nivel y vencer al jefe para rescatar al soldado. Los créditos son ilimitados en todos los niveles, excepto el último. Sin embargo, en el port de Sega Master System, los créditos están limitados a tres por jugador.

## Recepción
En Japón, Game Machine listó a Time Soldiers en su número del 15 de noviembre de 1987 como la segunda unidad de arcade más exitosa del mes. Robin Hogg de The Games Machine analizó el juego de arcade, elogiándolo por sus gráficos enriquecedores y curva de dificultad, mientras lo comparaba favorablemente con Ikari Warriors. Duncan Evans de Popular Computing Weekly reseñó el port de Master System, calificándolo con un 89% y considerándolo uno de los mejores títulos de Master System, comparándolo favorablemente con Commando (1985) y prefiriéndolo más que las versiones de Master System de Golvellius y Altered Beast.